# Klaus Rösler
Klaus Rösler (* 21. September 1926 in Pethau; † 12. Mai 1999 in Berlin) war ein Abteilungsleiter der Hauptverwaltung Aufklärung im Ministerium für Staatssicherheit der DDR.
Der Sohn eines Buchhalters besuchte die Oberschule bis 1944, ging zum Reichsarbeitsdienst sowie zur Wehrmacht und geriet 1945 bis 1949 in sowjetische Kriegsgefangenschaft. Nach der Rückkehr 1949 wurde der Antifa-Schüler FDGB-Funktionär, trat 1950 in die SED ein und fing als Redakteur bei der »Lausitzer Rundschau« an. Seit 1952 arbeitete Rösler für den Auslandsnachrichtendienst Institut für wirtschaftswissenschaftliche Forschung (IWF) (ab 1953 in der HA XV, ab 1956 HV A des MfS); dabei besuchte er Kurse der IWF-Schule. Tätig war er ab Oktober 1952 in der HA I (politische Spionage); ab 1955 in der HA II (Westalliierte, dritte Länder); ab 1958 in der Abt. 3 (dritte Länder) wurde dort 1962 stellv. Abt.-Leiter; von 1966 bis 1969 absolvierte er ein Teilstudium Pädagogik / Psychologie an der Universität Leipzig, das er mit einer Promotion abschloss; 1971 stieg er zum Leiter der HVA-Abt. XII (NATO/EG) auf und wurde 1972 zum Oberst befördert. Als Führungsoffizier betreute er u. a. die Topagenten Rainer Rupp und Gabriele Gast. 1990 wurde er entlassen und sagte 1993 in Prozessen gegen die Agenten aus, wobei er aber vom Aussageverweigerungsrecht nach StPO § 55 Gebrauch machte.

## Schriften
- mit Peter Richter: Wolfs West-Spione. Ein Insider-Report. Elefanten Press, Berlin 1992, ISBN 3885204207.

## Einzelbelege
1. ↑  Klaus Marxen/Gerhard Werle: Strafjustiz und DDR-Unrecht: 4/1 Spionage, De Gruyter, Berlin 2004, S. 134

| Personendaten    | Personendaten                                                                |
| ---------------- | ---------------------------------------------------------------------------- |
| NAME             | Rösler, Klaus                                                                |
| KURZBESCHREIBUNG | deutscher Abteilungsleiter im Ministerium für Staatssicherheit (MfS) der DDR |
| GEBURTSDATUM     | 21. September 1926                                                           |
| GEBURTSORT       | Pethau                                                                       |
| STERBEDATUM      | 12. Mai 1999                                                                 |
| STERBEORT        | Berlin                                                                       |